# Cratere Weil
Weil  è un cratere sulla superficie di Venere. Deve il proprio nome a Simone Weil, filosofa ebrea francese del XX secolo.